# Пебст, Оттмар
О́ттмар Пебст (нем. Ottmar Paebst) — немецкий кёрлингист.
В составе мужской сборной ФРГ участник чемпионата мира 1967 (заняли седьмое место).
Играл на позиции второго.

## Команды
| Сезон   | Четвёртый    | Третий          | Второй       | Первый     | Турниры           |
| ------- | ------------ | --------------- | ------------ | ---------- | ----------------- |
| 1966—67 | Давид Лампль | Гюнтер Хуммельт | Оттмар Пебст | Рольф Клуг | ЧМ 1967 (7 место) |

(скипы выделены полужирным шрифтом)